# Swing Your Lady
Swing Your Lady é um filme de comédia musical estadunidense de 1938 dirigido por Ray Enright, estrelado por Humphrey Bogart, Frank McHugh e Louise Fazenda. Ronald Reagan também está no elenco em um de seus primeiros papéis no cinema. O filme está listado no livro The Fifty Worst Films of All Time, de 1978.

## Elenco
- Humphrey Bogart como Ed Hatch
- Frank McHugh como Popeye Bronson
- Luísa Fazenda como Sadie Horn
- Nat Pendleton como Joe Skopapolous
- Penny Singleton como Cookie Shannon
- Allen Jenkins como Shiner Ward
- Leon Weaver como Waldo Davis
- Frank Weaver como Ollie Davis
- June Weaver como Sra. Davis (como Elviry Weaver)
- Ronald Reagan como Jack Miller